# احمد کوتوچو
احمد کوتوچو (انگلیسی: Ahmed Kutucu؛ زادهٔ ۱ مارس ۲۰۰۰) بازیکن فوتبال اهل ترکیه است.
از باشگاه‌هایی که در آن بازی کرده‌است می‌توان به باشگاه فوتبال شالکه ۰۴ اشاره کرد.
وی همچنین در تیم‌های ملی فوتبال Turkey national under-17 football team, Turkey national under-19 football team، زیر ۲۱ سال ترکیه، و ترکیه بازی کرده‌است.